# Vojkovskaja
Vojkovskaja (Russisch: Войковская) is een station aan de Zamoskvoretskaja-lijn van de Moskouse metro. Het station is onderdeel van de eerste noordelijke verlenging van lijn 2 en werd eind 1964 geopend. Het station is genoemd naar Pjotr Vojkov, de gevolmachtigd vertegenwoordiger (Ambassadeur) van de Sovjet-Unie in Warschau die daar in 1927 is vermoord. Wegens zijn betrokkenheid bij de executie van de Tsaar en zijn familie wordt vanuit orthodoxe kringen aangedrongen op een naamswijziging van het station.